# لرد ميدان (جهاد أباد كرمان)
لرد میدان (بالفارسية: لردمیدان) هي منطقة سكنية تقع في إيران في البلدة المركزية. يقدر عدد سكانها بـ 214 نسمة بحسب إحصاء 2016.